# Los cuentos de Canterbury (película)
Los cuentos de Canterbury (I racconti di Canterbury) es una película italiana de 1972 dirigida por Pier Paolo Pasolini y basada en Los cuentos de Canterbury, de Geoffrey Chaucer.

## Argumento
Un grupo de peregrinos se dirige con ansiosa devoción a la catedral de Canterbury y, para entretenerse en las largas noches de descanso y en los días de fatigoso caminar, se dedican a relatar cuentos como el Cuento del mercader, el Cuento del fraile, el Cuento del cocinero, el Cuento del molinero, el Cuento de la mujer de Bath, el Cuento del factor y el Cuento del indulgente.

## Premios
- Premio "Oso de oro" (Festival Internacional de Cine de Berlín)